# Freddy Mombongo-Dues
Freddy Mombongo-Dues (Kinshasa, 30 augustus 1985) is een Congolese voetballer. Hij speelt voor Patro Eisden sinds 2019.

## Carrière
Mombongo-Dues brak door in Duitsland. De aanvaller debuteerde in 2003/04 in het tweede elftal van 1. FC Köln. Nadien verkaste hij voor een half seizoen naar Bonner SC. Tijdens de winterstop stapte hij over naar Germania Dattenfeld. VfL Rheinbach nam de aanvaller nadien voor een jaar over.
Mombongo wisselde de clubs voortdurend af. In 2007 trok de Congolees naar Wuppertaler SV, een Duitse derdeklasser. De club stootte toen door tot de derde ronde van de DFB-Pokal en werd daarin uitgeschakeld door FC Bayern München. Mombongo mocht in die wedstrijd invallen. Veel kwam de aanvaller nooit aan spelen toe. Bij Wuppertaler belandde hij dan ook vaak in het tweede elftal.
In 2008 haalde AS Eupen hem naar België en ontpopte hij zich tot een belangrijke pion in het elftal van trainer Dany Ost. Mombongo scoorde in zijn eerste seizoen voor de tweedeklasser 15 goals. Een jaar later was hij goed voor 13 doelpunten. Eupen plaatste zich mede dankzij zijn doelpunten voor de eindronde. Zo scoorde hij het enige doelpunt in de partij tegen KVSK United. Eupen won de eindronde en promoveerde zo naar Eerste Klasse.

## Statistieken
| seizoen | club                    | land         | competitie         | wed. | goals |
| ------- | ----------------------- | ------------ | ------------------ | ---- | ----- |
| 2003/04 | 1. FC Köln II           | Duitsland    |                    | 3    | 0     |
| 2004    | Bonner SC               | Duitsland    | Regionalliga West  | -    | -     |
| 2005/06 | FC Germania Dattenfeld  | Duitsland    | Oberliga Nordrhein | -    | -     |
| 2006/07 | VfL Rheinbach           | Duitsland    | Oberliga Nordrhein | -    | -     |
| 2007/08 | Wuppertaler SV Borussia | Duitsland    | Regionalliga West  | 4    | 0     |
| 2008/09 | KAS Eupen               | België       | Exqi League        | 31   | 15    |
| 2009/10 | KAS Eupen               | België       | Exqi League        | 29   | 13    |
| 2010/11 | KAS Eupen               | België       | Jupiler Pro League | 15   | 2     |
| 2010/11 | KAS Eupen               | België       | Play-Off III       | 0    | 0     |
| 2011/12 | RAEC Mons               | België       | Jupiler Pro League | 14   | 0     |
| 2011/12 | Royal Antwerp FC        | België       | Tweede Klasse      | 10   | 5     |
| 2012/13 | Royal Antwerp FC        | België       | Tweede Klasse      | 5    | 2     |
| 2013/14 | Royal Antwerp FC        | België       | Tweede Klasse      | 23   | 7     |
| 2014/15 | Olimpik Baku            | Azerbeidzjan | Premyer Liqa       | 29   | 13    |
| 2015/16 | Viktoria Köln           | Duitsland    | 3. Liga            | 14   | 6     |
| 2015/16 | Waldhof Mannheim        | Duitsland    | 3. Liga            | 13   | 2     |
| 2016/17 | Union Sint-Gillis       | België       | Eerste klasse B    | 6    | 1     |
| 2017/18 | Union Sint-Gillis       | België       | Eerste klasse B    | 13   | 1     |
| 2018/19 | Union Sint-Gillis       | België       | Eerste klasse B    | 1    | 0     |
| 2019/20 | Patro Eisden            | België       | Eerste klasse Am.  | 22   | 4     |
| 2020/21 | Patro Eisden            | België       | Eerste nationale   | 1    | 2     |
| 2021/22 | Patro Eisden            | België       | Eerste nationale   | 2    | 0     |
|         |                         |              | Totaal             | 236  | 83    |